# 지지진

지지 진의 위치

지지진(중국어: 集集鎮, 병음: Jíjí Zhèn)은 중화민국 난터우현의 진이다. 넓이는 49.7268km2이고, 인구는 2015년 8월 기준으로 11,262명이다.

## 지리
난터우 현의 서부에 위치하고 북쪽으로 중랴오향, 서쪽으로 밍젠향, 동쪽으로 수이리향, 남쪽으로 주산진, 루구향과 접한다.

## 교통
- 타이완 철로관리국 지지선